# Gard Sveen
Gard Sveen, né le 8 mars 1969 est une écrivain norvégien, auteur de roman policier. 

## Biographie
Il travaille comme conseiller au ministère norvégien de la Défense. 
En 2013, il publie son premier roman Den siste pilegrimen, grâce auquel il est lauréat du prix Riverton 2013, du prix Clé de verre 2014 et du prix Palle-Rosenkrantz 2016, devant ainsi le tout premier écrivain à remporter ces trois récompenses pour un premier roman. Le héros récurrent de ses romans est l'inspecteur Tommy Bergman.

## Œuvre
- Den siste pilegrimen (2013)
- Helvete åpent (2015)
- Blod i dans (2016)

## Prix et distinctions

### Prix
- Prix Riverton 2013 pour Den siste pilegrimen[1]
- Prix Clé de verre 2014 pour Den siste pilegrimen[2]
- Prix Palle-Rosenkrantz 2016 pour Den siste pilegrimen[3]